# Companhia das Naus
La Companhia das Naus (en català “Companyia de les Naus”) va ser una associació mutualista portuguesa i de fins colones. Va ser creada l'any 1380 pel rei Ferran I de Portugal. El seu objectiu era expandir-se en els nous territoris descoberts pel Regne de Portugal. Era una espècie de companyia d'assegurances que proporcionava servei als navegants i propietaris dels vaixells. Tenia seus a Lisboa i Porto.